# Arena Opera Festival

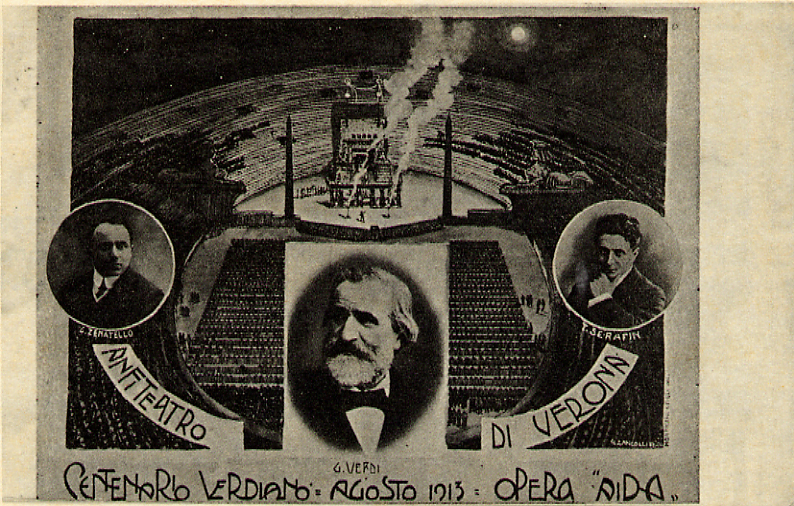
Locandina del 1913

Il Festival lirico areniano, conosciuto anche come Arena di Verona Opera Festival, è una manifestazione di musica operistica tenuta durante i mesi estivi nell'Arena di Verona dal 1936.
In Arena si svolgono anche concerti di opere non melodrammatiche, come la Messa di Requiem e Te Deum di Verdi, lo Stabat Mater di Gioachino Rossini e numerosi balletti (Coppélia di Léo Delibes, Il lago dei cigni e La bella addormentata di Pëtr Il'ič Čajkovskij). Fu proprio l'Arena a vedere il debutto italiano di Maria Callas, nella Gioconda di Amilcare Ponchielli diretta da Tullio Serafin con Elena Nicolai, Nicola Rossi-Lemeni, Richard Tucker e Carlo Tagliabue il 2 agosto 1947.

## Storia

### I primi spettacoli che utilizzavano l’Arena
(L'Arena - 12 agosto 1913)

La prima dell'Aida il 10 agosto 1913

Prima della nascita dell’ente autonomo, l’Arena fu utilizzata per diversi spettacoli organizzati da privati. La prima rappresentazione del 10 agosto 1913 fu promossa dal tenore veronese Giovanni Zenatello, che ne assunse il rischio finanziario, e dall'impresario teatrale Ottone Rovato, per celebrare i 100 anni dalla nascita di Giuseppe Verdi. 
Un'idea nata dalle discussioni di Rovato, Zenatello, Cusinati e Fagiuoli, fu un'esecuzione di vari cantanti e artisti (alla bacchetta vi era Tullio Serafin, Aida era Ester Mazzoleni, Amneris Maria Gay, Radames Giovanni Zenatello, Ramfis Mansueto Gaudio ed Amonasro Giuseppe Danise). 
La prima fu un evento importante poiché segnò la nascita di un nuovo stile scenografico introdotto dall'architetto Ettore Fagiuoli: si abbandonarono le scene dipinte tipiche dei teatri tradizionali, adottando invece nuovi elementi tridimensionali. 
L'invenzione viene utilizzata per quasi tutte le opere rappresentate nell'anfiteatro.
Tale novità fu ben accetta dal pubblico, e anzi ne favorì il successo, tanto che ci furono litigi e risse tra persone che volevano partecipare alla prima dell'Aida. L'anfiteatro era completamente pieno: tra il pubblico accorso si trovavano anche americani, argentini, russi e molti tedeschi. Alla prima parteciparono personaggi importanti come Giacomo Puccini, Arrigo Boito, Pietro Mascagni e Franz Kafka.
Dall'anno successivo diversi privati gestirono le stagioni areniane, tra i quali ancora Zenatello, la società Lyrica Italica Ars (1919-1920), l'editore musicale Sonzogno di Milano (1921-1922) e l'impresario Gino Bertolaso dal 1923 al 1926. 
Un cambiamento negli allestimenti scenici si ebbe poi con la gestione dell'Ente Fiera di Verona nel 1930 e 1931, mentre nel 1934 nacque l'Ente Comunale degli Spettacoli che organizzò il Festival estivo di quell'anno.

### Nascita dell’Ente Autonomo Spettacoli Lirici Arena di Verona

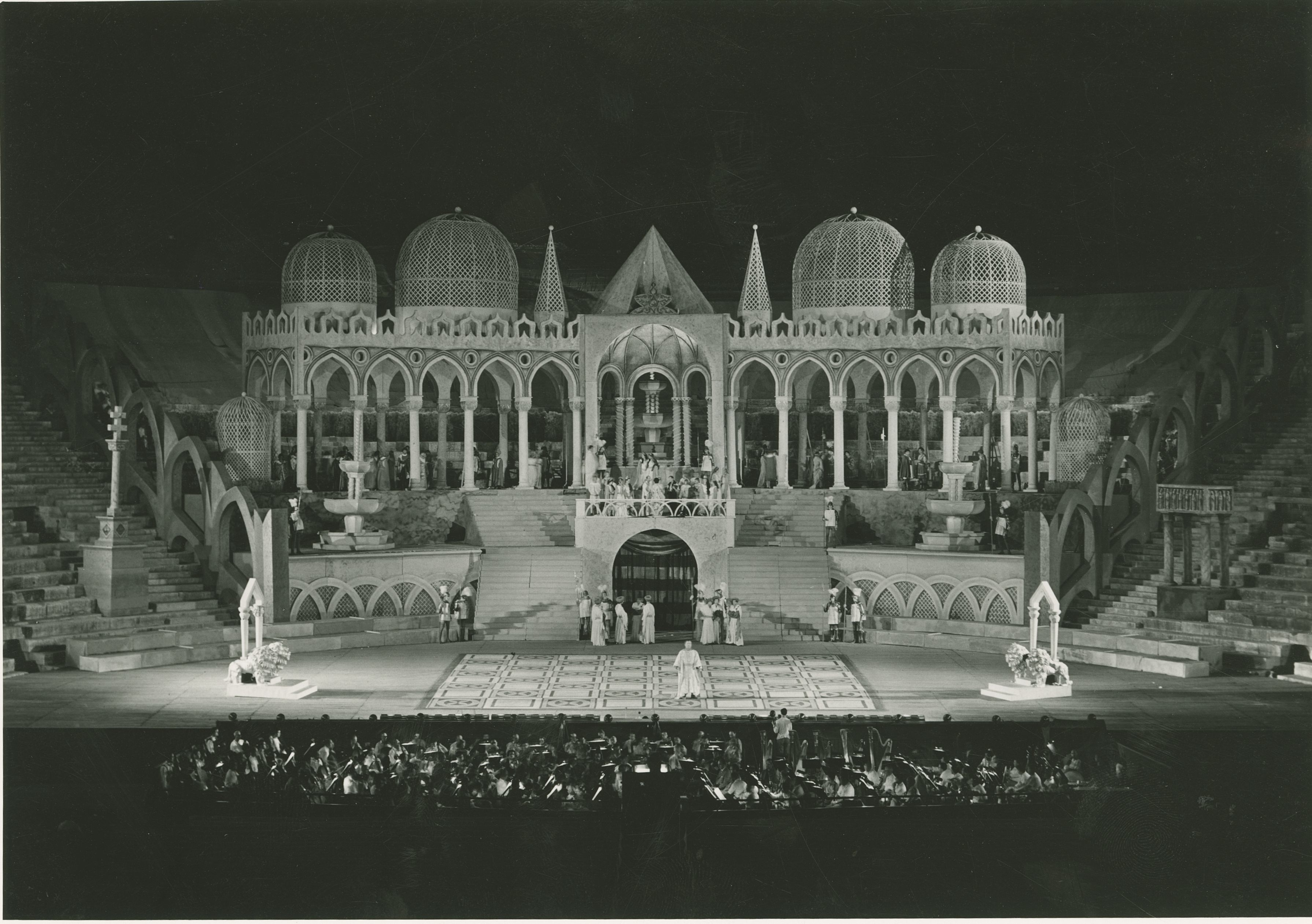
Allestimento de La Favorita nel 1958

Nel 1936 venne creato l'Ente Autonomo Spettacoli Lirici Arena di Verona (Ente Lirico Arena di Verona), che da allora gestisce le rappresentazioni. L'Ente è gestito da un sovrintendente, al quale dal 1967 è stato aggiunto un direttore artistico.
Il festival si assentò con le due guerre mondiali per dieci anni.
Alle 17:20 del 12 agosto 1962, a tre giorni dalla conclusione della stagione lirica, scoppiò un incendio che distrusse la scenografia di Un ballo in maschera e danneggiò una parte delle gradinate. L'incendio fu domato dopo alcune ore. Il restauro venne completato sette anni più tardi, nell'inverno 1969-1970.
Dal 1976 l'Ente Lirico veronese ha espanso la propria attività artistica allestendo da ottobre a maggio spettacoli sinfonici, lirici e di balletto al Teatro Filarmonico, istituendo i complessi artistici e tecnici stabili che danno vita agli spettacoli areniani.
Nel 1998, a seguito del decreto legislativo n. 367 del giugno 1996, l'Ente lirico si è trasformato in Fondazione di diritto privato, dando così vita alla Fondazione Arena di Verona.
Dal 2010 al 2015 a inizio giugno è stata realizzata una serata di anteprima televisiva del festival areniano trasmessa da Rai 1 nelle prime 5 edizioni (nel 2013 e 2014 anche in Eurovisione), con la conduzione di Antonella Clerici, e da Canale 5 nella sesta e ultima edizione con la conduzione di Paolo Bonolis, Belén Rodríguez e Elena Santarelli.
In correlazione con il festival del giugno 2012 venne fondato il museo dell'opera AMO, chiuso dopo varie vicissitudini, che presentava la storia della lirica e la struttura di un'opera.
Il Festival compie 100 anni celebrando l'apertura della Stagione lirica del 2013, il 14 giugno, con un'avveniristica messa in scena di Aida diretta da La Fura dels Baus e riproponendo la ricostruzione dell'Aida originale (con l'edizione storica del 1913 curata da Gianfranco De Bosio) proprio il 10 agosto. Essendo anche il bicentenario verdiano e wagneriano vengono proposte per lo più opere di Giuseppe Verdi e tenuto un gala in onore di Richard Wagner, la cui ultima opera eseguita in Arena risale ad un Lohengrin nel 1963.
Nel 2014, durante il Festival del Nuovo Secolo, vengono eseguiti per la prima volta i Carmina Burana di Carl Orff, riscuotendo grande successo di pubblico e critica.
Nel 2020, in seguito all'epidemia di Covid-19, le opere liriche previste vengono posticipate all'anno successivo, e la rassegna estiva si concentra in una serie di concerti e di gala dal titolo "Nel cuore della musica", con l'orchestra spostata al centro dell'Arena.
Il 16 giugno 2023 va in scena la prima del centesimo Festival Lirico, con una nuova edizione di Aida; l’evento, prodotto da Rai Cultura e intitolato Arena di Verona - 100 anni in una notte, viene trasmesso in diretta su Rai 1 e in mondovisione, condotto da Milly Carlucci con la partecipazione di Alberto Angela e Luca Zingaretti.

## Prime rappresentazioni areniane
- 1913: Aida di Giuseppe Verdi, scenografie di Ettore Fagiuoli;
- 1914: Carmen di Georges Bizet;
- 1919: Il figliuol prodigo di Amilcare Ponchielli;
- 1920: Mefistofele di Arrigo Boito;
- 1921: Samson et Dalila di Camille Saint-Saëns, Il piccolo Marat  di Pietro Mascagni;
- 1922: Lohengrin di Richard Wagner; Pagliacci di Ruggero Leoncavallo;
- 1923: Norma di Vincenzo Bellini; Le Roi de Lahore  di Jules Massenet;
- 1924: Parsifal di Richard Wagner; Andrea Chénier di Umberto Giordano;
- 1925: Mosè di Gioachino Rossini; La Gioconda di Amilcare Ponchielli;
- 1926: Nerone di Arrigo Boito; Il trovatore di Giuseppe Verdi;
- 1927: La Vestale di Gaspare Spontini;
- 1928: Turandot di Giacomo Puccini; Rigoletto di Giuseppe Verdi;
- 1929: Faust di Charles Gounod; Isabeau di Mascagni; Martha di Flotow;
- 1930: Boris Godunov di Modest Mussorgskij; La forza del destino di Giuseppe Verdi;
- 1931: I maestri cantori di Norimberga di Richard Wagner; Guglielmo Tell di Gioachino Rossini;
- 1932: L'Africana di Giacomo Meyerbeer; Un ballo in maschera di Giuseppe Verdi;
- 1933: Gli ugonotti di Giacomo Meyerbeer;
- 1934: Lucia di Lammermoor di Gaetano Donizetti;
- 1935: Loreley di Alfredo Catalani; Cavalleria rusticana di Pietro Mascagni;
- 1936: L'elisir d'amore di Gaetano Donizetti; Otello di Giuseppe Verdi;
- 1937: Tosca di Giacomo Puccini;
- 1938: Nabucco di Giuseppe Verdi; La bohème di Giacomo Puccini; La favorita di Gaetano Donizetti; Tannhäuser di Richard Wagner;
- 1939: Giulietta e Romeo  di Riccardo Zandonai;
- 1946: La traviata di Giuseppe Verdi;
- 1948: Il barbiere di Siviglia di Gioachino Rossini;
- 1949: La fanciulla del West di Giacomo Puccini;
- 1950: La Valchiria di Richard Wagner; I pescatori di perle di Georges Bizet;
- 1951: Manon di Jules Massenet;
- 1952: L'incantesimo di Italo Montemezzi;
- 1969: Don Carlo di Giuseppe Verdi;
- 1970: Manon Lescaut di Giacomo Puccini;
- 1971: Macbeth di Giuseppe Verdi;
- 1972: Ernani di Giuseppe Verdi;
- 1973: Simon Boccanegra di Giuseppe Verdi;
- 1977: Roméo et Juliette di Charles Gounod;
- 1978: Madama Butterfly di Giacomo Puccini;
- 1984: I Lombardi alla prima crociata di Giuseppe Verdi;
- 1985: Attila di Giuseppe Verdi;
- 1986: Fidelio di Ludwig van Beethoven;
- 1999: La vedova allegra di Franz Lehár;
- 2012: Don Giovanni di Wolfgang Amadeus Mozart;
- 2020: Gianni Schicchi di Giacomo Puccini.

## Opere non ancora rappresentate
Molte sono le opere famose che in Arena non sono state ancora rappresentate. Ciò è causato dal fatto che molte opere non sono adatte ai grandi spazi dell'anfiteatro (ad esempio Falstaff, Le nozze di Figaro, Tristan und Isolde e La sonnambula), dato che nell'Arena sono solitamente eseguite opere monumentali come Aida, Nabucco, Turandot, Tosca e Carmen, che rientrano infatti a pieno titolo fra le opere areniane. Infatti il popolare Barbiere di Siviglia in Arena non ha sempre avuto successo, essendo questa un'opera da teatro.

## Opere inaugurali
1910-1919
- 1913 Aida di Giuseppe Verdi; direttore Tullio Serafin, scene Ettore Fagiuoli
- 1914 Carmen di Georges Bizet; direttore Roberto Moranzoni, scene Ettore Fagiuoli e Giovanni Greppi
- 1919 Il figliuol prodigo di Amilcare Ponchielli; direttore Ettore Panizza, scene Ettore Fagiuoli

1920-1929
- 1920 Mefistofele di Arrigo Boito; direttore Pietro Fabbroni, scene Ettore Fagiuoli
- 1921 Samson et Dalila di Camille Saint-Saëns; direttore Arturo Vigna, scene Ettore Fagiuoli
- 1922 Lohengrin di Richard Wagner; direttore Tullio Serafin, scene Ettore Fagiuoli
- 1923 Le Roi de Lahore di Jules Massenet; direttore Ettore Panizza, scene Ettore Fagiuoli
- 1924 Parsifal di Richard Wagner; direttore Sergio Failoni, scene Ettore Fagiuoli
- 1925 Mosè di Gioachino Rossini; direttore Sergio Failoni, scene Bertini & Pressi
- 1926 Nerone di Arrigo Boito; direttore Gaetano Bavagnoli, scene Bertini & Pressi
- 1927 La Vestale di Gaspare Spontini; direttore Antonio Guarnieri, scene Ettore Fagiuoli
- 1928 Turandot di Giacomo Puccini; direttore Alfredo Padovani, scene Ettore Fagiuoli
- 1929 Faust di Charles Gounod; direttore Giacomo Armani, scene Ettore Fagiuoli

1930-1939
- 1930 Boris Godunov di Modest Petrovič Musorgskij; Giuseppe Del Campo, regia Alessandro Sanine
- 1931 I maestri cantori di Norimberga di Richard Wagner; direttore Giuseppe Del Campo, regia Giovacchino Forzano
- 1932 L'Africaine di Giacomo Meyerbeer, direttore Gaetano Bavagnoli, regia Giovacchino Forzano
- 1933 Gli ugonotti (Les Huguenots) di Giacomo Meyerbeer; direttore Antonino Votto, regia Pericle Ansaldo
- 1934 La Gioconda di Amilcare Ponchielli; direttore Gino Marinuzzi, regia Alessandro Sanine
- 1935 Norma di Vincenzo Bellini; direttore Gino Marinuzzi, regia Mario Frigerio
- 1936 Aida di Giuseppe Verdi; direttore Tullio Serafin, regia Carlo Piccinato
- 1937 Mefistofele di Arrigo Boito; direttore Vittorio Gui, regia Karl Ebert
- 1938 Nabucco di Giuseppe Verdi; direttore Franco Capuana, regia Mario Frigerio
- 1939 Rigoletto di Giuseppe Verdi; direttore Franco Capuana, regia Mario Frigerio

1940-1949
- 1946 Aida di Giuseppe Verdi; direttore Sergio Failoni; regia Augusto Cardi
- 1947 La Gioconda di Amilcare Ponchielli; direttore Tullio Serafin, regia Augusto Cardi
- 1948 Otello di Giuseppe Verdi; direttore Antonio Votto, regia Guido Salvini
- 1949 Rigoletto di Giuseppe Verdi; direttore Oliviero De Fabritiis, regia Augusto Cardi

1950-1959

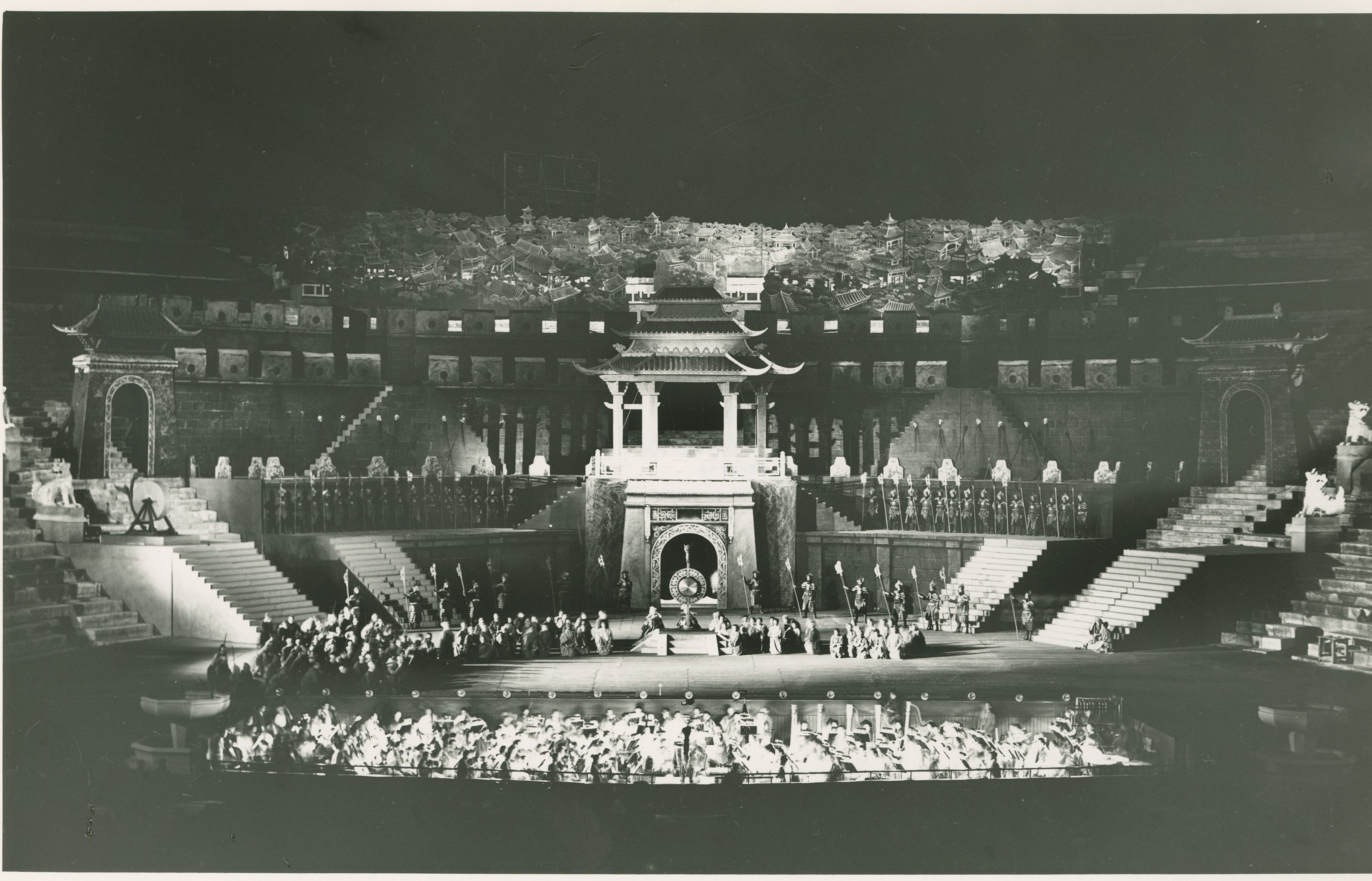
Scena di apertura di Turandot nel 1958

- 1950 Mefistofele di Arrigo Boito; direttore Angelo Questa, regia Augusto Cardi
- 1951 Aida di Giuseppe Verdi; direttore Francesco Molinari Pradelli, regia Augusto Cardi
- 1952 La Gioconda di Amilcare Ponchielli; direttore Antonino Votto, regia Riccardo Moresco
- 1953 Aida di Giuseppe Verdi; direttore Tullio Serafin, regia Georg Wilhelm Pabst
- 1954 Mefistofele di Arrigo Boito; direttore Antonino Votto, regia Herbert Graf
- 1955 Otello di Giuseppe Verdi; direttore Antonino Votto, regia Roberto Rossellini e Carlo Maestrini
- 1956 Nabucco di Giuseppe Verdi; direttore Francesco Molinari Pradelli, regia Herbert Graf
- 1957 Norma di Vincenzo Bellini; direttore Francesco Molinari Pradelli, regia Carlo Maestrini
- 1958 Turandot di Giacomo Puccini; direttore Antonino Votto, regia Carlo Maestrini
- 1959 La forza del destino di Giuseppe Verdi; direttore Antonino Votto, regia Carlo Maestrini

1960-1969
- 1960 Aida di Giuseppe Verdi; direttore Gianandrea Gavazzeni, regia Carlo Piccinato
- 1961 Lucia di Lammermoor di Gaetano Donizetti; direttore Francesco Molinari Pradelli, regia Carlo Maestrini
- 1962 Nabucco di Giuseppe Verdi; direttore Gianandrea Gavazzeni, regia Carlo Maestrini
- 1963 Aida di Giuseppe Verdi; direttore Tullio Serafin; regia Herbert Graf e Carlo Maestrini
- 1964 Mefistofele di Arrigo Boito; direttore Franco Capuana, regia Herbert Graf
- 1965 Norma di Vincenzo Bellini; direttore Gianandrea Gavazzeni, regia Sandro Bolchi
- 1966 Aida di Giuseppe Verdi; direttore Franco Capuana, regia Herbert Graf
- 1967 La forza del destino di Giuseppe Verdi; direttore Franco Capuana, regia Herbert Graf
- 1968 Aida di Giuseppe Verdi; direttore Gianandrea Gavazzeni, regia Carlo Maestrini
- 1969 Turandot di Giacomo Puccini; direttore Francesco Molinari Pradelli, regia Luigi Squarzina

1970-1979
- 1970 La traviata di Giuseppe Verdi; direttore Elihau Inbal, regia Mauro Bolognini
- 1971 Aida di Giuseppe Verdi; direttore Francesco Molinari Pradelli, regia Sandro Bolchi
- 1972 Ernani di Giuseppe Verdi; direttore Oliviero De Fabritiis, regia Herbert Graf
- 1973 Simon Boccanegra di Giuseppe Verdi; direttore Nino Sanzogno, regia Franco Enriquez
- 1974 Samson et Dalila di Camille Saint-Saëns; direttore Peter Maag, regia Franco Enriquez
- 1975 Carmen di Georges Bizet; direttore Reynal Giovaninetti, regia Raymond Gerome
- 1976 Boris Godunov di Modest Musorgskij; direttore Elihau Inbal, regia Václav Kaslík
- 1977 Roméo et Juliette di Charles Gounod; direttore Michel Plasson, regia Gianfranco De Bosio
- 1978 Il trovatore di Giuseppe Verdi; direttore Gianandrea Gavazzeni, regia Sandro Bolchi
- 1979 Turandot di Giacomo Puccini; direttore Yuri Ahronovich, regia Mauro Bolognini

1980-1989
- 1980 La Gioconda di Amilcare Ponchielli; direttore Anton Guadagno, regia Dario Dalla Corte
- 1981 Rigoletto di Giuseppe Verdi; direttore Donato Renzetti, regia Carlo Lizzani
- 1982 Otello di Giuseppe Verdi; direttore Zoltán Peskó, regia Gianfranco De Bosio
- 1983 Turandot di Giacomo Puccini; direttore Maurizio Arena, regia Giuliano Montaldo
- 1984 Tosca di Giacomo Puccini; direttore Daniel Oren, regia Sylvano Bussotti
- 1985 Il trovatore di Giuseppe Verdi; direttore Reynald Giovaninetti, regia Giuseppe Patroni Griffi
- 1986 Andrea Chénier di Umberto Giordano; direttore Gianluigi Gelmetti, regia Attilio Colonnello
- 1987 La traviata di Giuseppe Verdi; direttore Ralf Weikert, regia Gianfranco De Bosio
- 1988 La Gioconda di Amilcare Ponchielli; direttore Christian Badea, regia Jean-Claude Auvray
- 1989 Nabucco di Giuseppe Verdi; direttore Daniel Oren, regia Vittorio Rossi

1990-1999
- 1990 Aida di Giuseppe Verdi; direttore Nello Santi, regia Vittorio Rossi
- 1991 Rigoletto di Giuseppe Verdi; direttore Rico Saccani, regia Sylvano Bussotti
- 1992 Don Carlo di Giuseppe Verdi; direttore Gustav Kuhn, regia Renzo Giacchieri
- 1993 Cavalleria rusticana di Pietro Mascagni/Pagliacci di Ruggero Leoncavallo; direttore Yuri Ahronovitch, regia Gabriele Lavia
- 1994 Norma di Vincenzo Bellini; direttore Gustav Kuhn, regia Werner Herzog
- 1995 Rigoletto di Giuseppe Verdi; direttore Nello Santi, regia Lotfi Mansouri
- 1996 Carmen di Georges Bizet; direttore Daniel Oren, regia Franco Zeffirelli
- 1997 Macbeth di Giuseppe Verdi; direttore John Neschling, regia Pier Luigi Pizzi
- 1998 Un ballo in maschera di Giuseppe Verdi; direttore Daniel Oren, regia Giuliano Montaldo
- 1999 Aida di Giuseppe Verdi; direttore Daniel Oren, regia Pier Luigi Pizzi

2000-2009
- 2000 Nabucco di Giuseppe Verdi; direttore Daniel Oren, regia Hugo De Ana
- 2001 Il trovatore di Giuseppe Verdi; direttore Daniel Oren, regia Franco Zeffirelli
- 2002 Aida di Giuseppe Verdi; direttore Daniel Oren, regia Franco Zeffirelli
- 2003 Turandot di Giacomo Puccini; direttore Alain Lombard, regia Yuri Alexandrov
- 2004 Madama Butterfly di Giacomo Puccini; direttore Daniel Oren, regia Franco Zeffirelli
- 2005 La Gioconda di Amilcare Ponchielli; direttore Donato Renzetti, regia Pier Luigi Pizzi
- 2006 Cavalleria rusticana di Pietro Mascagni/Pagliacci di Ruggero Leoncavallo; direttore Lü Jia, regia Gilbert Deflo
- 2007 Nabucco di Giuseppe Verdi; direttore Daniel Oren, regia Denis Krief
- 2008 Aida di Giuseppe Verdi; direttore Renato Palumbo, regia Gianfranco De Bosio
- 2009 Carmen di Georges Bizet; direttore Plácido Domingo, regia Franco Zeffirelli

2010-2019
- 2010 Turandot di Giacomo Puccini; direttore Giuliano Carella, regia Franco Zeffirelli
- 2011 La traviata di Giuseppe Verdi; direttore Carlo Rizzi, regia Hugo De Ana
- 2012 Don Giovanni di Wolfgang Amadeus Mozart; direttore Daniel Oren, regia Franco Zeffirelli
- 2013 Aida di Giuseppe Verdi; direttore Omer Meir Wellber, regia La Fura dels Baus
- 2014 Un ballo in maschera di Giuseppe Verdi; direttore Andrea Battistoni, regia Pier Luigi Pizzi
- 2015 Nabucco di Giuseppe Verdi; direttore Riccardo Frizza, regia Gianfranco De Bosio
- 2016 Carmen di Georges Bizet; direttore Xu Zhong, regia Franco Zeffirelli
- 2017 Nabucco di Giuseppe Verdi; direttore Daniel Oren, regia Arnaud Bernard
- 2018 Carmen di Georges Bizet; direttore Francesco Ivan Ciampa, regia Hugo De Ana
- 2019 La traviata di Giuseppe Verdi; direttore Daniel Oren, regia Franco Zeffirelli

2020-2029
- 2020 Concerto Nel cuore della musica dedicato agli operatori sanitari che hanno combattuto contro il COVID-19
- 2021 Aida di Giuseppe Verdi; direttore Riccardo Muti
- 2022 Carmen di Georges Bizet; direttore Marco Armiliato, regia Franco Zeffirelli
- 2023 Aida di Giuseppe Verdi; direttore Marco Armiliato, regia Stefano Poda
- 2024 Turandot di Giacomo Puccini; direttore Michele Spotti, regia Franco Zeffirelli
- 2025 Nabucco di Giuseppe Verdi; direttore Pinchas Steinberg, regia Stefano Poda
- 2026 La traviata di Giuseppe Verdi

## Primati
L'opera più rappresentata è certamente l'Aida, che a partire dal 1992 viene regolarmente inserita nei cartelloni di ogni stagione. Le opere meno rappresentate sono il Fidelio di Beethoven con una recita in forma di concerto nel 1986, Gianni Schicchi di Puccini in forma semiscenica nel 2020, e la Martha di Friedrich von Flotow in forma scenica con due sole repliche nella stagione del 1929.
Le 20 opere più rappresentate in Arena (al 2025):
1. Aida (65 stagioni-dal 1913 al 2025)
2. Carmen (30 stagioni-dal 1914 al 2025)
3. Nabucco (27 stagioni-dal 1938 al 2025)
4. Turandot (23 stagioni-dal 1924 al 2024)
5. Tosca (20 stagioni-dal 1937 al 2024)
6. La traviata (20 stagioni-dal 1946 al 2025)
7. Rigoletto (18 stagioni-dal 1928 al 2025)
8. Il trovatore (15 stagioni-dal 1926 al 2019)
9. Madama Butterfly (14 stagioni-dal 1978 al 2023)
10. Cavalleria rusticana (12 stagioni-dal 1935 al 2021)
11. La bohème (12 stagioni-dal 1938 al 2024)
12. La Gioconda (10 stagioni-dal 1925 al 2005)
13. Il barbiere di Siviglia (10 stagioni-dal 1948 al 2024)
14. La forza del destino (9 stagioni-dal 1930 al 2000)
15. Pagliacci (7 stagioni-dal 1921 al 2021)
16. Mefistofele (7 stagioni-dal 1920 al 1979)
17. Un ballo in maschera (7 stagioni-dal 1937 al 2014)
18. Andrea Chénier (5 stagioni-dal 1924 al 1986)
19. Otello (5 stagioni-dal 1936 al 1994)
20. Norma (5 stagioni-dal 1923 al 1994)

## DVD/CD
- Bizet, Carmen - Marco Berti, regia di Franco Zeffirelli, 2003 Arthaus Musik DVD
- Gounod, Roméo et Juliette - Nino Machaidze, 2011 Bel Air Blu-ray/DVD
- Mozart, Don Giovanni - Stefano Montanari/Carlos Álvarez/Alex Esposito/María José Siri, regia di Franco Zeffirelli, 2015 Major Blu-ray/DVD
- Ponchielli, La Gioconda - Donato Renzetti/Marco Berti/Andrea Gruber/Elisabetta Fiorillo/Carlo Colombara/Ildikó Komlósi, regia di Pier Luigi Pizzi, 2006 Dynamic CD/DVD
- Puccini, Madama Butterfly - Daniel Oren/Fiorenza Cedolins/Marcello Giordani/Juan Pons, regia di Franco Zeffirelli, 2004 Arthaus Musik DVD
- Puccini, Tosca - Daniel Oren/Fiorenza Cedolins/Marcelo Álvarez/Ruggero Raimondi, regia di Hugo de Ana, 2006 Arthaus Musik Blu-ray/DVD
- Puccini, Turandot - Maurizio Arena/Ghena Dimitrova/Nicola Martinucci/Cecilia Gasdia/Ivo Vinco, regia di Giuliano Montaldo, 1983 DVD
- Puccini, Turandot - Marija Hulehina/Salvatore Licitra/Carlo Bosi, regia di Franco Zeffirelli, 2010 Bel Air Blu-ray/DVD
- Rossini, Il barbiere di Siviglia - Daniel Oren/Leo Nucci/Nino Machaidze/Dmitry Korchak, regia di Hugo de Ana, 2018 Bel Air Blu-ray/DVD
- Verdi, Aida - Franco Capuana/Leyla Gencer/Fiorenza Cossotto/Carlo Bergonzi/Anselmo Colzani, regia di Herbert Graf, 1966 Hardy Classics/Rai DVD
- Verdi, Aida - Anton Guadagno/Maria Chiara/Fiorenza Cossotto/Nicola Martinucci, 1981 Nvc Arts DVD
- Verdi, Aida - Nello Santi/Maria Chiara/Dolora Zajick/Kristján Jóhannsson/Juan Pons/Nikola Gjuzelev, regia di Gianfranco De Bosio, 1992 Arthaus Musik DVD
- Verdi, Aida - Daniel Oren/Hui He/Marco Berti/Ambrogio Maestri, regia di Gianfranco De Bosio, 2012 Opus Arte Blu-ray/DVD
- Verdi, Aida - Omer Meir Wellber/Hui He/Fabio Sartori/Giovanna Casolla, regia de La Fura dels Baus, 2013 Bel Air Bly-ray/DVD
- Verdi, Attila - Nello Santi/Maria Chiara/Evgenij Nesterenko/Veriano Luchetti, 1985 DVD
- Verdi, Nabucco - Maurizio Arena/Renato Bruson/Ghena Dimitrova/Bruna Baglioni/Ottavio Garaventa, 1981 Nvc Arts DVD
- Verdi, Nabucco - Anton Guadagno/Piero Cappuccilli/Nunzio Todisco/Roberto Scandiuzzi, regia di Gianfranco De Bosio, 1992 Domovideo DVD
- Verdi, Nabucco - Daniel Oren/Leo Nucci/Marija Hulehina/Carlo Colombara, regia di Denis Krief, 2007 Decca DVD
- Verdi, Otello - Zoltán Peskó/Kiri Te Kanawa/Piero Cappuccilli, regia di Gianfranco De Bosio, 1982 Kultur Video DVD
- Verdi, Rigoletto - Marcello Viotti/Leo Nucci, regia di Charles Roubaud, 2001 Arthaus Musik DVD
- Verdi, La traviata - Francesco Demuro, regia di Hugo de Ana, 2011 Arthaus Musik Blu-ray/DVD
- Verdi, Il trovatore - Giorgio Zancanaro/Fiorenza Cossotto/Franco Bonisolli, regia di Giuseppe Patroni Griffi, 1985 Castle DVD/VHS